# Provincia de Cabinda
Cabinda (5°06′S 12°18′E / -5.1, 12.3), también llamado Congo portugués y, localmente, Tchiowa, es una de las 21 provincias en que se encuentra dividida administrativamente Angola. Es un exclave de Angola al estar separada del resto del país por la República Democrática del Congo, que rodea la provincia por el este y el sur. Al norte se encuentra la República del Congo y al oeste el Atlántico. En 2006 tenía una población estimada en 264 584 habitantes, con un área de 7270 km².
Ciertos grupos han buscado la independencia del exclave bajo el nombre de República de Cabinda, pues reclaman más atención a la provincia, rica en petróleo.

## Etimología
Según algunos historiadores, el nombre de "Cabinda" tiene su origen en la unión de los términos "Mafuca Binda", donde se aglutina la última sílaba de la palabra "Mafuca" —que en los antiguos reinos de Loango, Cacongo y Nagoio era una especie de intendente general de comercio y hombre de confianza del rey, que en nombre de éste se ocupaba de todas las transacciones comerciales— y "Binda", que era el nombre del "Mafuca" en aquella época.

## Historia

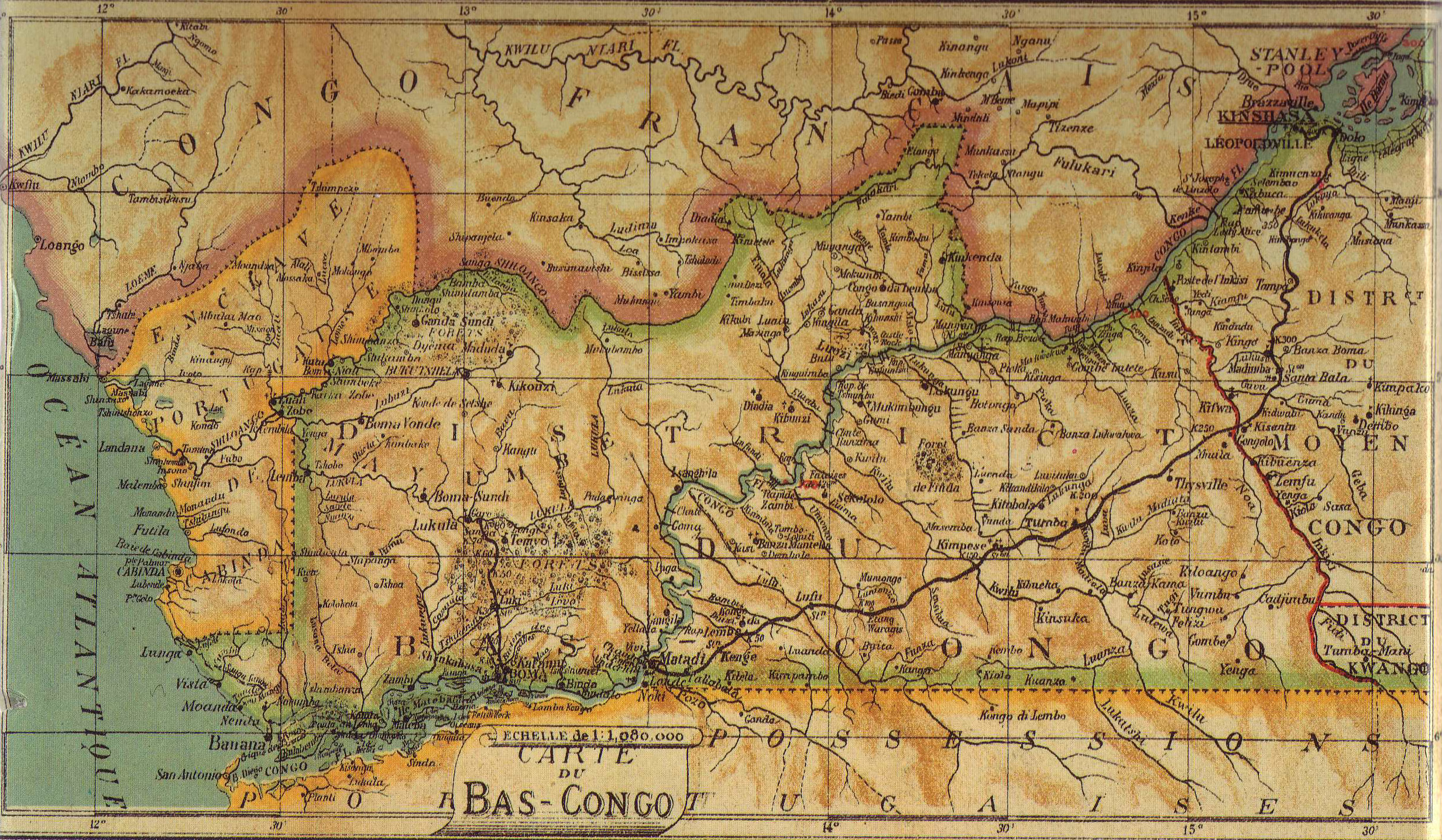
Carte du Bas Congo, 1913, Gossens, Bruselas.

Mapa de Cabinda.

A mediados del siglo XV, exploradores, comerciantes, tratantes de esclavos y misioneros portugueses llegaron a la desembocadura del río Congo, contactando con el antiguo reino del Manikongo (el reino del Congo más poderoso). Los Manikongo controlaban gran parte de la región mediante alianzas con reinos más pequeños, como los reinos de Ngoyo, Loango y Kakongo, todos estos situados en la actual Cabinda.
Durante años, los portugueses, neerlandeses e ingleses crearon en las costas de Cabinda puestos comerciales, campamentos madereros y esclavistas y pequeñas fábricas de procesamiento de aceite de palma. El comercio y la presencia europea en la zona continuó, provocando enfrentamientos entre las potencias coloniales rivales.
Portugal fue el primero en reclamar la soberanía de Cabinda en febrero de 1885, cuando por el Tratado de Simulambuco le dieron a Cabinda la calidad de protectorado de la Corona Portuguesa bajo la supuesta petición de los príncipes y gobernantes de Cabinda. A veces este hecho es expuesto como la base en la cual se sustentan los argumentos históricos y legales a favor de la autodeterminación de la actual Cabinda. El primer artículo del tratado dice: Los príncipes y jefes, y sus sucesores, declaran voluntariamente su reconocimiento de la soberanía portuguesa, poniendo bajo su protectorado a esta nación y a todos los territorios que gobierna. El artículo 2, que es usado a menudo por los partidarios de la separación de Angola, va más allá: Portugal está obligado a mantener la integridad de los territorios puestos bajo su protección. En realidad, se refiere al hecho que el tratado mencionado fue firmado por los emisarios de la Corona de Portugal y los príncipes y jefes de Cabinda, dando lugar a no uno sino tres protectorados: Cacongo, Loango y Ngoio.
Mediante este Tratado de Simulambuco de 1885 entre el Rey de Portugal y los príncipes de Cabinda, el Protectorado de Cabinda fue creado independientemente de Angola, y los príncipes locales se reservaron ciertos derechos. Las reclamaciones portuguesas sobre Cabinda se extendían hasta el río Congo, donde se marcaba la frontera con Angola, pero tras la Conferencia de Berlín de 1885, mismo año del tratado de Simulambuco, Portugal cedió a Bélgica la desembocadura del río Congo, con el objeto de que el Estado Libre del Congo tuviese una salida al mar, recibiendo Portugal a cambio territorios en el interior de Angola.
En los años sesenta se descubrió petróleo en el territorio, lo que ofreció a Portugal una independencia energética con la que pudo esquivar el boicot petrolero que se decretó al negarse a la descolonización de sus colonias. En 1974, los grupos guerrilleros angoleños, en especial el MPLA concentraron sus esfuerzos en el territorio, buscando cortar este crucial suministro.
Tras la caída de la dictadura, en 1975 el Tratado de Alvor integró Cabinda en Angola, pero fue rechazado por las organizaciones políticas de Cabinda, que manifestaron que debido a que ellos no habían firmado el tratado, este era ilegal, y por tanto no les ataba a Angola.
La principal organización secesionista es el Frente para la Liberación del Enclave de Cabinda, quien en la década de 1980 participó en la guerra civil angoleña luchando contra el MPLA recibiendo apoyo de la UNITA y el gobierno de Sudáfrica.

## Geografía
El territorio es un exclave angoleño que limita al norte con la República del Congo, al este y al sur con la República Democrática del Congo y al oeste con el océano Atlántico.
Los principales accidentes geográficos de Cabinda son las bahías de Cabinda, Malembo y Lândana, y la laguna de Massabi, que son importantes zonas de pesca.
El principal curso de agua es el río Chiluango, que nace en Congo-Quinxassa, con los ríos Luali, Lufe y Lombe como afluentes. Otros ríos importantes son el Lubinda (que forma la Laguna de Massabi), el Lulondo y el Lucola.
Las elevaciones más relevantes se encuentran en las montañas de Muabi

### Municipios
- Belize 21,892
- Buco Zau 36,698
- Cabinda 699,053
- Cacongo 43,731

### Demografía
La provincia contaba con 163 000 habitantes en julio de 1991, estimándose en 2014 en 688 285 personas.

## Economía

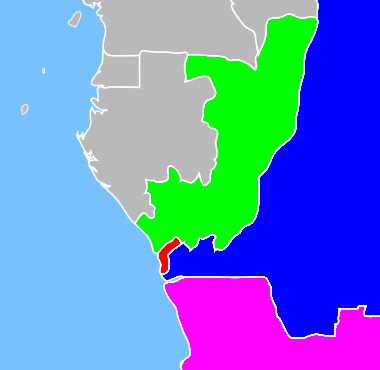
Provincia de Cabinda, un exclave de Angola denominado anteriormente Congo Portugués
República del Congo, anteriormente denominada Congo Francés o Congo-Brazzaville
República Democrática del Congo, denominada anteriormente Congo Belga, Congo-Léopoldville o Congo-Kinshasa, y Zaire. Separa a Cabinda del resto del territorio de Angola
Angola

Cabinda está cubierta casi en su totalidad por bosque tropical, por lo que está bastante desarrollada la industria maderera. Además se produce café, coco, látex y aceite de palma. Sin embargo, el producto más importante de su economía es el petróleo, del cual se extraen unos 900.000 barriles diarios, lo que implica unas exportaciones de 100 000 dólares al año por habitante de Cabinda y el 60 % de la producción total de petróleo de Angola. A pesar de esto, Cabinda sigue siendo una de las provincias más pobres de Angola. Un acuerdo entre el Gobierno Nacional de Angola y el Gobierno Provincial de Cabinda en 1996 estipulaba que, al menos, el 10 % de los impuestos sobre la producción petrolífera de Cabinda tendría que repercutir en inversiones para la provincia, pero esto sólo ha beneficiado a unos pocos habitantes debido a la corrupción.
A la inversión privada, especialmente para la industria petrolera, le ha afectado y sigue afectanto negativamente el conflicto secesionista de la provincia. Durante una primera etapa, las compañías petroleras apoyaron la causa de autodeterminación de Cabinda. La estrategia usada por los separatistas para atraer la atención internacional se agudizó entre 1999 y 2000. Sin embargo durante 1999, el FLEC-R secuestró a cuatro trabajadores extranjeros (dos portugueses y dos franceses), para luego liberarlos después de unos meses al no conseguir su objetivo de atraer el interés de la prensa extranjera. El FLEC-FAC también incrementó su actividad durante el año 2000, con el secuestro de tres trabajadores portugueses de una compañía de la construcción, a la vez que el FLEC-R secuestraba a cinco civiles portugueses, a los que no liberaron hasta junio de 2001, tras una intensa negociación diplomática de los gobiernos de Portugal, Gabón y la República del Congo.

## Clima
| Parámetros climáticos promedio de Cabinba | Parámetros climáticos promedio de Cabinba | Parámetros climáticos promedio de Cabinba | Parámetros climáticos promedio de Cabinba | Parámetros climáticos promedio de Cabinba | Parámetros climáticos promedio de Cabinba | Parámetros climáticos promedio de Cabinba | Parámetros climáticos promedio de Cabinba | Parámetros climáticos promedio de Cabinba | Parámetros climáticos promedio de Cabinba | Parámetros climáticos promedio de Cabinba | Parámetros climáticos promedio de Cabinba | Parámetros climáticos promedio de Cabinba | Parámetros climáticos promedio de Cabinba |
| Mes                                       | Ene.                                      | Feb.                                      | Mar.                                      | Abr.                                      | May.                                      | Jun.                                      | Jul.                                      | Ago.                                      | Sep.                                      | Oct.                                      | Nov.                                      | Dic.                                      | Anual                                     |
| ----------------------------------------- | ----------------------------------------- | ----------------------------------------- | ----------------------------------------- | ----------------------------------------- | ----------------------------------------- | ----------------------------------------- | ----------------------------------------- | ----------------------------------------- | ----------------------------------------- | ----------------------------------------- | ----------------------------------------- | ----------------------------------------- | ----------------------------------------- |
| Temp. máx. media (°C)                     | 36                                        | 34                                        | 32                                        | 31                                        | 28                                        | 25                                        | 26                                        | 27                                        | 30                                        | 30                                        | 33                                        | 35                                        | 30.6                                      |
| Temp. media (°C)                          | 30                                        | 30                                        | 28                                        | 27                                        | 25                                        | 22                                        | 22                                        | 23                                        | 26                                        | 27                                        | 29                                        | 30                                        | 26.6                                      |
| Temp. mín. media (°C)                     | 26                                        | 25                                        | 25                                        | 23                                        | 21                                        | 18                                        | 16                                        | 16                                        | 19                                        | 20                                        | 24                                        | 26                                        | 21.6                                      |
| Precipitación total (mm)                  | 116                                       | 110                                       | 106                                       | 76                                        | 51                                        | 0.9                                       | 0.6                                       | 3.6                                       | 27                                        | 72                                        | 109                                       | 116                                       | 788.1                                     |
| [cita requerida]                          |                                           |                                           |                                           |                                           |                                           |                                           |                                           |                                           |                                           |                                           |                                           |                                           |                                           |

## División administrativa
La provincia está compuesta por cuatro municipios:
- Belize
- Buco-Zau
- Cabinda
- Cacongo (Villa Guillermo Capelo)
- Landana

### Comunas
Las comunas de esta provincia son:
| - Baixo Longa, - Bondo, - Chinguanja, - Cuangar, - Dirico, - Kaiundo - Kalai, - Kuchi, - Kueio, - Kuito, | - Kuanavale, - Kutato, - Kutuile, - Longa, - Luengue, - Luiana, - Maue, - Mavengue, - Mavinga, - Menongue, | - Missombo, - Mucusso, - Nancova, - Neriquinha - Rito, - Rivungo, - Savate, - Vissati, - Xamavera, - Miconje, | - Luali, - Cabinda - Malembo, - Tanto-Zinze, - Landana, - Massabi, - Inhuca, - Necuto, - Belize |

## Infraestructura

### Transporte
La provincia cuenta con el complejo portuario de Cabinda, el aeropuerto Maria Mambo Café y una razonable red de carreteras que cubre casi todo su territorio, compuesta por la carretera EN-100 que une Iema con Massabi, la EN-201 que une Cabinda con Nganzi y Lucula Zenze, y la EN-220 que une Cabelombo con Belize.

### Educación
En cuanto a la enseñanza superior, la provincia cuenta con la Universidad 11 de Novembro, con dos campus en su territorio, uno en la ciudad de Cabinda y otro en la localidad de Buco-Zau. El nivel de educación en la provincia es relativamente alto. La tasa de alfabetización es del 79,8%, y de los habitantes mayores de 24 años, el 3,8% tiene un título universitario. Esto sitúa a Cabinda en el segundo lugar a nivel nacional, sólo superado por la provincia de Luanda, con un 5,4%.